# ألويس ويبر
ألويس ويبر (بالألمانية: Alois Weber)‏ هو ضابط ألماني، ولد في 26 يوليو 1903 في كاستل في ألمانيا، وتوفي في 19 يونيو 1976 في فرايزنغ في ألمانيا.